# Apatania koizumii
Apatania koizumii är en nattsländeart som beskrevs av Iwata 1927. Apatania koizumii ingår i släktet Apatania och familjen Apataniidae. Inga underarter finns listade i Catalogue of Life.